# Ernst Meincke

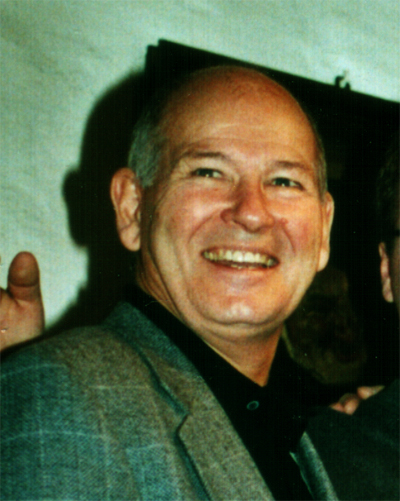
Ernst Meincke (1996)

Ernst Meincke (* 5. Januar 1942 in Feldsberg, Reichsgau Niederdonau) ist ein deutscher Schauspieler und Synchronsprecher.

## Leben

### Arbeit als Schauspieler
Von 1962 bis 1965 studierte Ernst Meincke an der Hochschule für Film- und Fernsehen in Potsdam-Babelsberg Schauspiel. Noch als Student der Filmhochschule erhielt er die ersten beiden Hauptrollen in den DFF-Fernsehproduktionen Bitter ist der Haß (1964) und Die Heinitzer (1965). Zu dieser Zeit begann er auch bereits als Synchron-, Hörspiel- und Dokumentarfilmsprecher zu arbeiten. Ein festes Engagement hatte er von 1969 bis 1972 am Kleist-Theater Frankfurt (Oder). Seither arbeitet er freiberuflich. In der Arztserie Berühmte Ärzte der Charité spielte er 1981 in der Folge Der kleine Doctor den Pathologen Rudolf Virchow. Von 2005 bis 2011 übernahm er an der Seite von Iris Berben in der ZDF-Krimireihe Rosa Roth die durchgehende Rolle des Gerichtsmediziners Dr. Schiller-Bregentz.

### Arbeit als Sprecher

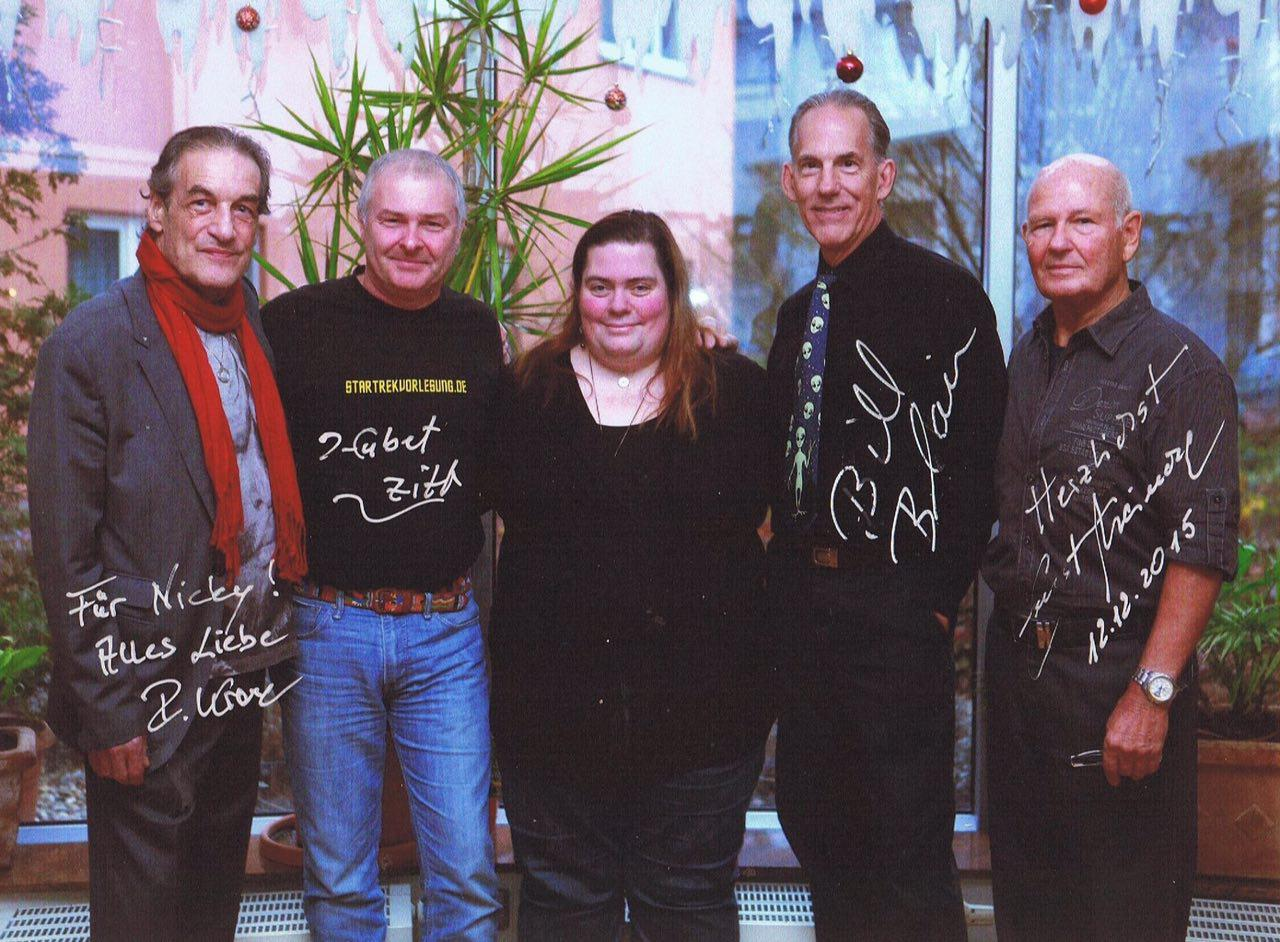
X-mas Party 2015 des „Star Trek Fan Club Enterprise Germany“ (STFCEG) vom 11.–13. Dezember 2015 in der Mannheimer Rheingoldhalle. V. l. n. r.: Raimund Krone, Hubert Zitt, Fan, Bill Blair und Ernst Meincke

Ernst Meincke betätigt sich umfangreich als Synchronsprecher, so ist er in über 1.000 DEFA-Synchronisationen zu hören, in denen er unter anderen Gregory Peck, Timothy Dalton, Jean-Louis Trintignant und Franco Nero seine Stimme lieh. Auch nach der Wiedervereinigung ist er ein gefragter Synchronsprecher. 1992 übernahm er die Rolle des Captain Picard (Patrick Stewart) in der Serie Raumschiff Enterprise – Das nächste Jahrhundert, die bis dahin von Rolf Schult synchronisiert wurde. Daneben sprach er u. a. Kenneth Welsh in The Day After Tomorrow und Aviator, Bob Gunton in Die Verurteilten, Michael Moriarty in Mut zur Wahrheit, Geoffrey Rush in Elizabeth, Carmen Argenziano in Passwort: Swordfish und in der Fernsehserie Stargate – Kommando SG-1. Außerdem ist er die deutsche Stimme von James Brolin, beispielsweise in Pensacola – Flügel aus Stahl und in X-Factor: Das Unfassbare. Den Schauspieler Terry O’Quinn, den Meincke bereits in JAG – Im Auftrag der Ehre synchronisierte, spricht er seit der dritten Staffel auch in der Serie Lost. Von der 13. Staffel bis zur 6. Folge der 20. Staffel hat er Randolf Kronberg als Synchronstimme von Sam Waterston in der Serie Law & Order abgelöst. In der letzten Staffel hatte er seine Synchronarbeiten aus gesundheitlichen Gründen an Jürgen Heinrich abgegeben. Seit 2005 leiht er auch dem Bollywood-Star Amitabh Bachchan seine Stimme.
Außerdem fungierte Ernst Meincke als „Station Voice“ des Hörfunk-Nachrichtenprogramms hr-info. In der Hörspielserie Gabriel Burns spricht er seit 2003 den Charakter des Bakerman. Diese Figur hatte auch einen Crossover-Auftritt in der Hörspielserie Point Whitmark. Später war Ernst Meincke in dieser Serie auch in verschiedenen anderen Nebenrollen zu hören. Im Jahr 2005 wirkte er als Sprecher beim Schiller-Album Tag und Nacht mit.
In den Jahren 2007 bis 2009 war er die deutsche Synchronstimme des Teufels, gespielt von Ray Wise, in der US-amerikanischen Fernsehserie Reaper – Ein teuflischer Job.

## Filmografie
- 1964: Bitter ist der Haß
- 1965: Die Heinitzer
- 1966: Der Staatsanwalt hat das Wort: Bummel-Benno (TV-Reihe)
- 1967: Der Staatsanwalt hat das Wort: Meine Schwester (TV-Reihe)
- 1969: Nebelnacht
- 1970: Tödlicher Irrtum
- 1972: Euch werd ich’s zeigen
- 1974: Der Untergang der Emma
- 1974: Johannes Kepler
- 1974: … verdammt, ich bin erwachsen
- 1974: Der Leutnant vom Schwanenkietz (TV-Dreiteiler)
- 1976: Mama, ich lebe
- 1979: Abschied vom Frieden
- 1979: Radiokiller
- 1980: Ernste Spiele
- 1981: Berühmte Ärzte der Charité: Der kleine Doctor
- 1981: Jockei Monika (TV-Serie)
- 1984: Sachsens Glanz und Preußens Gloria (TV-Mehrteiler)
- 1985: Das Jahr 1945
- 1985: Polizeiruf 110: Laß mich nicht im Stich (TV-Reihe)
- 1986: Wenn man eine Liebe hat... (nur Stimme)
- 1992: Stilles Land
- 1993: Wolffs Revier: Der Drahtzieher (TV-Serie)
- 1996: Im Namen des Gesetzes (TV-Serie, zwei Folgen)
- 1996: Die Straßen von Berlin: Alleingang
- 2005–2011: Rosa Roth (Fernsehreihe) → siehe Episodenliste
- 2007: Afrika, mon amour

## Synchronrollen (Auswahl)
Patrick Stewart
- 1992–1994: als Cpt. Jean-Luc Picard in Raumschiff Enterprise – Das nächste Jahrhundert
- 2006–2008, seit 2011: als Stellvertretender CIA Direktor Avery Bullock (1. Stimme) in American Dad
- 2020–2023: als Jean-Luc Picard in Star Trek: Picard

### Filme
- 1979: Gene Morgan als Ben Smith in Blonde Venus
- 1981: Sergei Schakurow als Fjodor Golubkow in Zwei Zeilen, kleingedruckt
- 1984: Gino Cervi als Kaiser Nero in O.K. Nero
- 1994: Dennis Parlato als Dalton in Johnny Suede
- 1997: Dean Norris als Major in  Starship Troopers
- 1999: Jeffrey Jones als Reverend Steenwyck in Sleepy Hollow
- 2000: Kousei Hirota als Bunmei Muroto in Jin-Roh
- 2000: Johnny Meres als Lehrer in Der kleine Vampir
- 2002: Daniel von Bargen als Chief Grady in Super Troopers – Die Superbullen
- 2006: David Schofield als Ian Mercer in Pirates of the Caribbean – Fluch der Karibik 2
- 2009: Monsieur Treville in Barbie und Die Drei Musketiere
- 2011: David St. James als Mr. Howard in iCarly: Party mit Victorious
- 2011: Alan Dale als Dr. Sanders in Kein Mittel gegen Liebe
- 2019: Wang Xueqi als Wentao Li in Skyfire

### Serien
- 1999–2005: Carmen Argenziano als Jacob Carter/Selmak in Stargate – Kommando SG-1
- 2007–2010: Terry O’Quinn als John Locke (2. Stimme) in Lost
- 2008–2010, 2012: Geoff Pierson als Captain Tom Matthews (1. Stimme) in Dexter
- 2009: Michael O’Neill als Herb Stanton in Prison Break

### Videospiele
- 2019: Corey Burton als Count Dooku in Star Wars Battlefront II

## Hörspiele
- 1973: Hans Siebe: In Sachen Rogge (Rogge) – Regie: Fritz-Ernst Fechner (Hörspielreihe: Tatbestand Nr. 2 – Rundfunk der DDR)
- 1976: Rudolf Bartsch: Der geschenkte Mörder (Bernd) – Regie: Fritz-Ernst Fechner (Kriminalhörspiel (Teil 1) – Rundfunk der DDR)
- 1976: Hans Siebe: Der Tod des Reinhard Kunelka (Beamter) – Regie: Fritz-Ernst Fechner (Kriminalhörspiel – Rundfunk der DDR)
- 1977: Rudolf Elter: Die Kronzeugin (Leutnant Mai) – Regie: Fritz-Ernst Fechner (Hörspiel – Rundfunk der DDR)
- 1980: Lia Pirskawetz: Stille Post – Regie: Horst Liepach (Biographie – Rundfunk der DDR)
- 1980: Fritz Rudolf Fries: Der fliegende Mann – Regie: Horst Liepach (Biographie – Rundfunk der DDR)
- 1984: Wilhelm Hampel: Die Karriere (Harry) – Regie: Joachim Gürtner (Kurzhörspiel aus der Reihe Waldstraße 7 – Rundfunk der DDR)